# Filmjahr 1982
Liste der Filmjahre

◄◄ | ◄ | 1978 | 1979 | 1980 | 1981 | Filmjahr 1982 | 1983 | 1984 | 1985 | 1986 | ► | ►►

Weitere Ereignisse

## Ereignisse
- 1. Februar: Die erste Sendung Late Night with David Letterman wird auf NBC ausgestrahlt.
- 11. Juni: In den Vereinigten Staaten kommt Steven Spielbergs Film E.T. – Der Außerirdische in die Filmtheater.
- 9. Dezember: Der US-amerikanische Science-Fiction-Film E.T. – Der Außerirdische startet in den deutschen Kinos.
- Die Berlinale vergibt erstmals einen Goldenen Ehrenbär für das Lebenswerk eines Filmkünstlers. Erster Preisträger ist James Stewart.
- Es wird erstmals ein Oscar für „Bestes Makeup“ verliehen, der erste Oscar für diese Kategorie geht an Rick Baker für American Werewolf
- Der Film Das Gespenst von Herbert Achternbusch erscheint und wird wegen Blasphemie in Deutschland zeitweilig verboten. In Österreich ist der Film weiterhin verboten.
- Hugh Grant hat seinen ersten Filmauftritt in dem Film Privileged
- Die Sieger der Bravo Otto Leserwahl 1982:
  - Kategorie – männliche Filmstars: Gold Maxwell Caulfield, Silber Adriano Celentano, Bronze Arnold Schwarzenegger
  - Kategorie – weibliche Filmstars: Gold Michelle Pfeiffer, Silber Ornella Muti, Bronze Farrah Fawcett
- Mit Tron kommt einer der ersten Filme heraus, der computergenerierte Videoszenen enthält.

## Erfolgreichste Filme

### Top 10 in Deutschland
Die zehn erfolgreichsten Filme an den deutschen Kinokassen nach Besucherzahlen (Stand: 18. November 2018):
| Platz           | Filmtitel                              | Besucher  |
| --------------- | -------------------------------------- | --------- |
| 1.              | E.T. – Der Außerirdische               | 8.323.831 |
| 2.              | Der Profi                              | 3.210.134 |
| 3.              | Der gezähmte Widerspenstige            | 2.754.085 |
| 4.              | Conan der Barbar                       | 2.496.673 |
| 5.              | Mrs. Brisby und das Geheimnis von NIMH | 1.935.213 |
| 6.              | Porky’s                                | 1.829.663 |
| 7.              | Pink Floyd – The Wall                  | 1.827.282 |
| 8.              | Mad Max II – Der Vollstrecker          | 1.823.163 |
| 9.              | Am Anfang war das Feuer                | 1.638.829 |
| 10.             | Der Bomber                             | 1.599.384 |
| Kinostarts 1982 |                                        |           |

### Top 10 in Nordamerika
Die zehn erfolgreichsten Filme an den nordamerikanischen Kinokassen nach Einspielergebnis.
| Platz | Filmtitel                           | Einspielergebnis |
| ----- | ----------------------------------- | ---------------- |
| 1.    | E.T. the Extra-Terrestrial          | 359.197.037 $    |
| 2.    | Tootsie                             | 177.200.000 $    |
| 3.    | An Officer and a Gentleman          | 129.795.554 $    |
| 4.    | Rocky III                           | 124.146.897 $    |
| 5.    | Porky's                             | 105.492.483 $    |
| 6.    | Star Trek II: The Wrath of Khan     | 78.912.963 $     |
| 7.    | 48 Hrs.                             | 78.868.508 $     |
| 8.    | Poltergeist                         | 76.606.280 $     |
| 9.    | The Best Little Whorehouse in Texas | 69.701.637 $     |
| 10.   | Annie                               | 57.059.003 $     |

### In anderen Staaten
Die erfolgreichsten Filme in ausgewählten anderen Staaten nach Einspielergebnis oder Besucherzahlen.
| Land                   | Filmtitel                                        | Einspielergebnis/ Besucher |        |
| ---------------------- | ------------------------------------------------ | -------------------------- | ------ |
| Volksrepublik China    | Meister der Shaolin (Shao Lin si/Shaolin Temple) | 161.578.014 CN¥            | [ 3 ]  |
| Frankreich             | E.T. the Extra-Terrestrial                       | 7.881.332 Bes.             | [ 4 ]  |
| Indien                 | Vidhaata                                         | 160.000.000 ₹              | [ 5 ]  |
| Italien                | E.T. the Extra-Terrestrial                       | 10.298.000 Bes.            | [ 6 ]  |
| Japan                  | The Gods Must Be Crazy                           | 2.360.000.000 ¥            | [ 7 ]  |
| Südkorea               | Dragon Lord                                      | 894.366.000 ₩              | [ 8 ]  |
| Sowjetunion            | Sportloto-82                                     | 55.200.000 Bes.            | [ 9 ]  |
| Spanien                | E.T. the Extra-Terrestrial                       | 7.719.932 Bes.             | [ 10 ] |
| Vereinigtes Königreich | E.T. the Extra-Terrestrial                       | 21.700.000 £               | [ 11 ] |

## Filmpreise

### Golden Globe Award
Am 30. Januar findet im Beverly Hilton Hotel in Los Angeles die Golden-Globe-Verleihung statt.
- Bestes Drama: Am goldenen See (On Golden Pond) von Mark Rydell
- Bestes Musical/Komödie: Arthur – Kein Kind von Traurigkeit (Arthur) von Steve Gordon
- Bester Schauspieler (Drama): Henry Fonda in Am goldenen See
- Beste Schauspielerin (Drama): Meryl Streep in Die Geliebte des französischen Leutnants
- Bester Schauspieler (Musical/Komödie): Dudley Moore in Arthur – Kein Kind von Traurigkeit
- Beste Schauspielerin (Musical/Komödie): Bernadette Peters in Tanz in den Wolken
- Bester Nebendarsteller: John Gielgud in Arthur – Kein Kind von Traurigkeit
- Beste Nebendarstellerin: Joan Hackett in Mrs. Hines und Tochter
- Bester Regisseur: Warren Beatty für Reds
- Cecil B. deMille Award: Sidney Poitier

### Oscarverleihung 1982
Die Oscarverleihung findet am 29. März im Dorothy Chandler Pavilion in Los Angeles statt. Moderator ist Johnny Carson.
- Bester Film: Die Stunde des Siegers von David Puttnam
- Bester Hauptdarsteller: Henry Fonda in Am goldenen See
- Beste Hauptdarstellerin: Katharine Hepburn in Am goldenen See
- Bester Regisseur: Warren Beatty für Reds
- Bester Nebendarsteller: John Gielgud in Arthur – Kein Kind von Traurigkeit
- Beste Nebendarstellerin: Maureen Stapleton in Reds
- Beste Filmmusik: Vangelis für Die Stunde des Siegers
- Bester fremdsprachiger Film: Mephisto von István Szabó
- Ehren-Oscar: Barbara Stanwyck

Vollständige Liste der Preisträger

### Internationale Filmfestspiele von Cannes 1982
Das Festival beginnt am 14. Mai und endet am 26. Mai. Die Jury unter Präsident Giorgio Strehler vergibt folgende Preise:
- Goldene Palme: Vermißt von Costa-Gavras und Yol – Der Weg von Şerif Gören und Yılmaz Güney
- Bester Schauspieler: Jack Lemmon in Vermißt
- Beste Schauspielerin: Jadwiga Jankowska-Cieślak in Der andere Blick
- Beste Regie: Werner Herzog für Fitzcarraldo
- Großer Preis der Jury: Die Nacht von San Lorenzo von Paolo Taviani und Vittorio Taviani

### Internationale Filmfestspiele Berlin 1982
Das Festival beginnt am 12. Februar und endet am 23. Februar. Die Jury unter Präsidentin Joan Fontaine vergibt folgende Preise:
- Goldener Bär: Die Sehnsucht der Veronika Voss von Rainer Werner Fassbinder
- Bester Schauspieler: Stellan Skarsgård in Den Enfaldige mördaren und Michel Piccoli in Eine merkwürdige Karriere
- Beste Schauspielerin: Katrin Sass in Bürgschaft für ein Jahr
- Bester Regisseur: Mario Monicelli für Die tolldreisten Streiche des Marchese del Grillo

### Internationale Filmfestspiele von Venedig 1982
Das Festival beginnt am 28. August und endet am 2. September. Die Jury unter Präsident Marcel Carné vergibt folgende Preise:
- Goldener Löwe: Der Stand der Dinge von Wim Wenders
- Spezialpreis der Jury: Imperativ von Krzysztof Zanussi

### Deutscher Filmpreis
- Bester Film: Die bleierne Zeit von Margarethe von Trotta
- Beste Regie: Werner Schroeter für Tag der Idioten
- Beste Hauptdarstellerin: Barbara Sukowa für Die bleierne Zeit und Lola
- Bester Hauptdarsteller: Karl Merkatz für Der Bockerer, Armin Mueller-Stahl für Lola und Jerzy Skolimowski für Die Fälschung

### Nationales Spielfilmfestival der DDR
- Bester Film: Die Verlobte von Günter Reisch und Günther Rücker
- Beste Regie: Lothar Warneke für Die Beunruhigung, Herrmann Zschoche für Bürgschaft für ein Jahr
- Bester Hauptdarsteller: Hermann Beyer in Märkische Forschungen
- Beste Hauptdarstellerin: Jutta Wachowiak in Die Verlobte, Christine Schorn in Die Beunruhigung
- Bester Nebendarsteller: Rolf Ludwig in Die Verlobte, Helmut Straßburger in Unser kurzes Leben
- Beste Nebendarstellerin: Käthe Reichel in Levins Mühle, Walfriede Schmitt in Die Beunruhigung

### César
- Bester Film: Am Anfang war das Feuer von Jean-Jacques Annaud
- Beste Regie: Jean-Jacques Annaud für Am Anfang war das Feuer
- Bester Hauptdarsteller: Michel Serrault für Das Verhör
- Beste Hauptdarstellerin: Isabelle Adjani für Possession
- Bester Nebendarsteller: Guy Marchand für Das Verhör
- Beste Nebendarstellerin: Nathalie Baye für Eine merkwürdige Karriere
- Bester ausländischer Film: Der Elefantenmensch von David Lynch

### British Academy Film Award
- Bester Film: Die Stunde des Siegers von Hugh Hudson
- Beste Regie: Louis Malle für Atlantic City, USA
- Bester Hauptdarsteller: Burt Lancaster für Atlantic City, USA
- Beste Hauptdarstellerin: Meryl Streep für Die Geliebte des französischen Leutnants
- Bester Nebendarsteller: Ian Holm für Die Stunde des Siegers

### New York Film Critics Circle Award
- Bester Film: Gandhi von Richard Attenborough
- Beste Regie: Sydney Pollack für Tootsie
- Bester Hauptdarsteller: Ben Kingsley in Gandhi
- Beste Hauptdarstellerin: Meryl Streep in Sophies Entscheidung
- Bester Nebendarsteller: John Lithgow in Garp und wie er die Welt sah
- Beste Nebendarstellerin: Jessica Lange in Tootsie
- Beste Kamera: Néstor Almendros für Sophies Entscheidung
- Bester ausländischer Film: Die Zeit bleibt stehen von Péter Gothár

### National Board of Review
- Bester Film: Gandhi von Richard Attenborough
- Beste Regie: Sidney Lumet für The Verdict – Die Wahrheit und nichts als die Wahrheit
- Bester Hauptdarsteller: Ben Kingsley in Gandhi
- Beste Hauptdarstellerin: Meryl Streep in Sophies Entscheidung
- Bester Nebendarsteller: Robert Preston in Victor/Victoria
- Beste Nebendarstellerin: Glenn Close in Garp und wie er die Welt sah
- Bester fremdsprachiger Film: Mephisto von István Szabó

### Los Angeles Film Critics AssociationAwards
- Bester Film: E.T. – Der Außerirdische von Steven Spielberg
- Beste Regie: Steven Spielberg für E.T. – Der Außerirdische
- Bester Hauptdarsteller: Ben Kingsley in Gandhi
- Beste Hauptdarstellerin: Meryl Streep in Sophies Entscheidung
- Bester Nebendarsteller: John Lithgow in Garp und wie er die Welt sah
- Beste Nebendarstellerin: Glenn Close in Garp und wie er die Welt sah
- Bester fremdsprachiger Film: Mad Max und Mad Max II – Der Vollstrecker von George Miller
- Lebenswerk: Robert Preston

### Weitere Filmpreise und Auszeichnungen
- AFI Life Achievement Award: Frank Capra
- Bodil: Gummi Tarzan von Søren Kragh-Jacobsen
- David di Donatello: Borotalco (Bester italienischer Film) und Mephisto (Bester ausländischer Film)
- Deutscher Kritikerpreis: Hans-Jürgen Syberberg
- Directors Guild of America Award: Warren Beatty für Reds, Rouben Mamoulian (Lebenswerk)
- Ernst-Lubitsch-Preis: Otto Sander für Der Mann im Pyjama
- Evening Standard British Film Award: Die Geliebte des französischen Leutnants von Karel Reisz
- Gilde-Filmpreis: Wie ein wilder Stier von Martin Scorsese (Gold ausländischer Film), Mephisto von István Szabó (Silber ausländischer Film), Desperado City von Vadim Glowna (Gold deutscher Film), Berlin Chamissoplatz von Rudolf Thome (Silber deutscher Film)
- Guldbagge: Der einfältige Mörder von Hans Alfredson
- Jupiter: Jäger des verlorenen Schatzes von Steven Spielberg, Brooke Shields (Beste Darstellerin), Harrison Ford (Bester Darsteller)
- Helmut-Käutner-Preis: Lotte Eisner
- Internationales Filmfestival Karlovy Vary: 10 Tage, die die Welt erschütterten von Sergei Fjodorowitsch Bondartschuk
- Louis-Delluc-Preis: Danton von Andrzej Wajda
- Nastro d’Argento: Ganz normal verrückt von Marco Ferreri und Mephisto von István Szabó
- National Society of Film Critics Award: Atlantic City, USA von Louis Malle
- People’s Choice Award: Jäger des verlorenen Schatzes von Steven Spielberg (populärster Film), Burt Reynolds (populärster Schauspieler), Sally Field und Jane Fonda (populärste Schauspielerin)
- Preis der deutschen Filmkritik: Normalsatz von Heinz Emigholz
- Toronto International Film Festival: Der Sturm (Eine überraschende Komödie) von Paul Mazursky (Publikumspreis)
- Writers Guild of America Award: Reds (Bestes Originaldrehbuch, Drama), Arthur – Kein Kind von Traurigkeit (Bestes Originaldrehbuch, Komödie), Am goldenen See (Bestes adaptiertes Drehbuch, Drama), Reich und berühmt (Bestes adaptiertes Drehbuch, Komödie)
- Young Artist Award: Kampf der Titanen von Desmond Davis (Bester Fantasyfilm), Jäger des verlorenen Schatzes von Steven Spielberg (Bester Familienfilm), Ricky Schroder in Am Ende des Tales (Bester Darsteller), Kristy McNichol in Mrs. Hines und Tochter (Beste Darstellerin), Patsy Garrett (Lebenswerkpreis für einen ehemaligen Kinderstar)

## Geburtstage

### Januar bis März
Januar

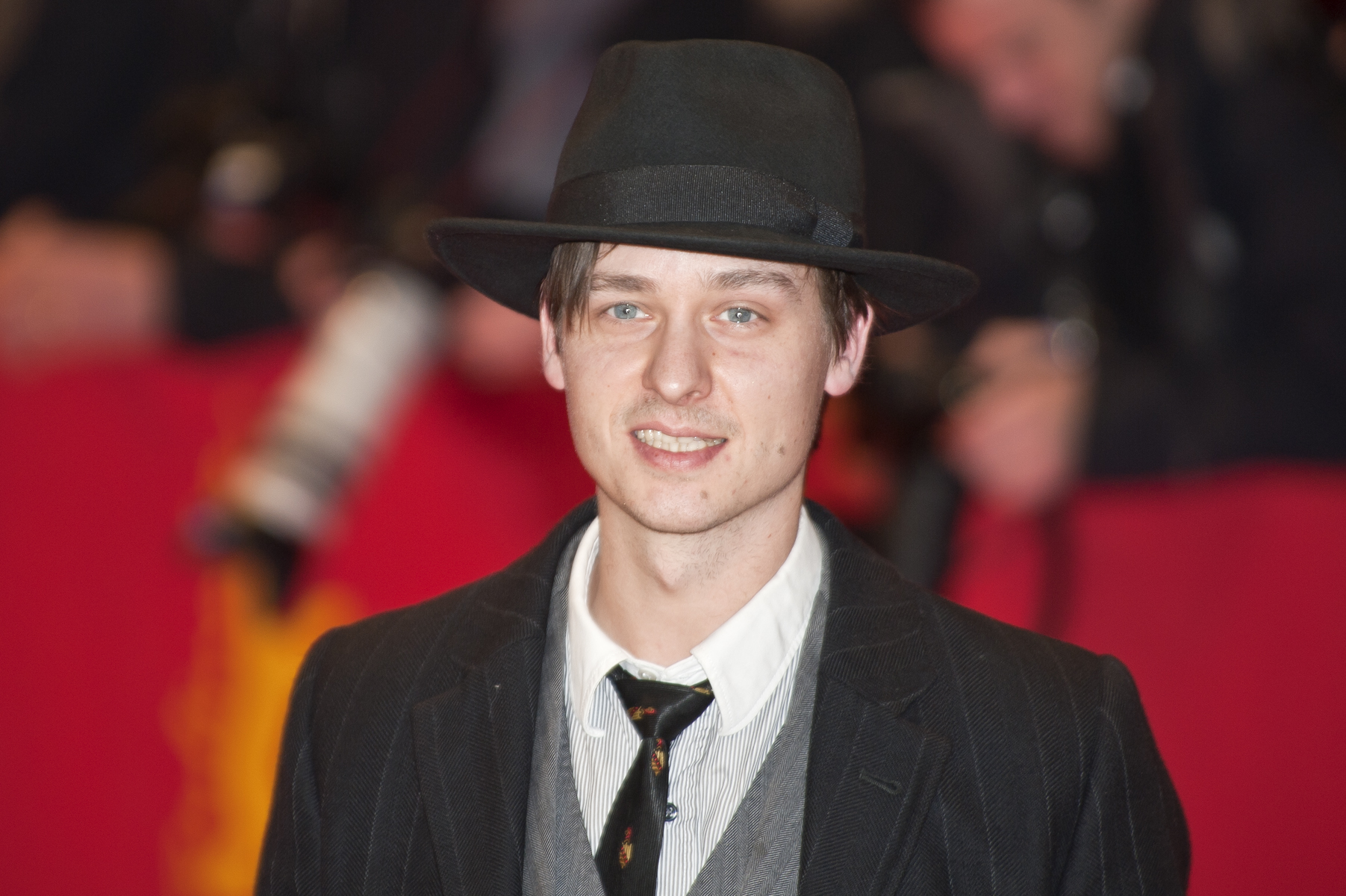
Tom Schilling (* 10. Februar)

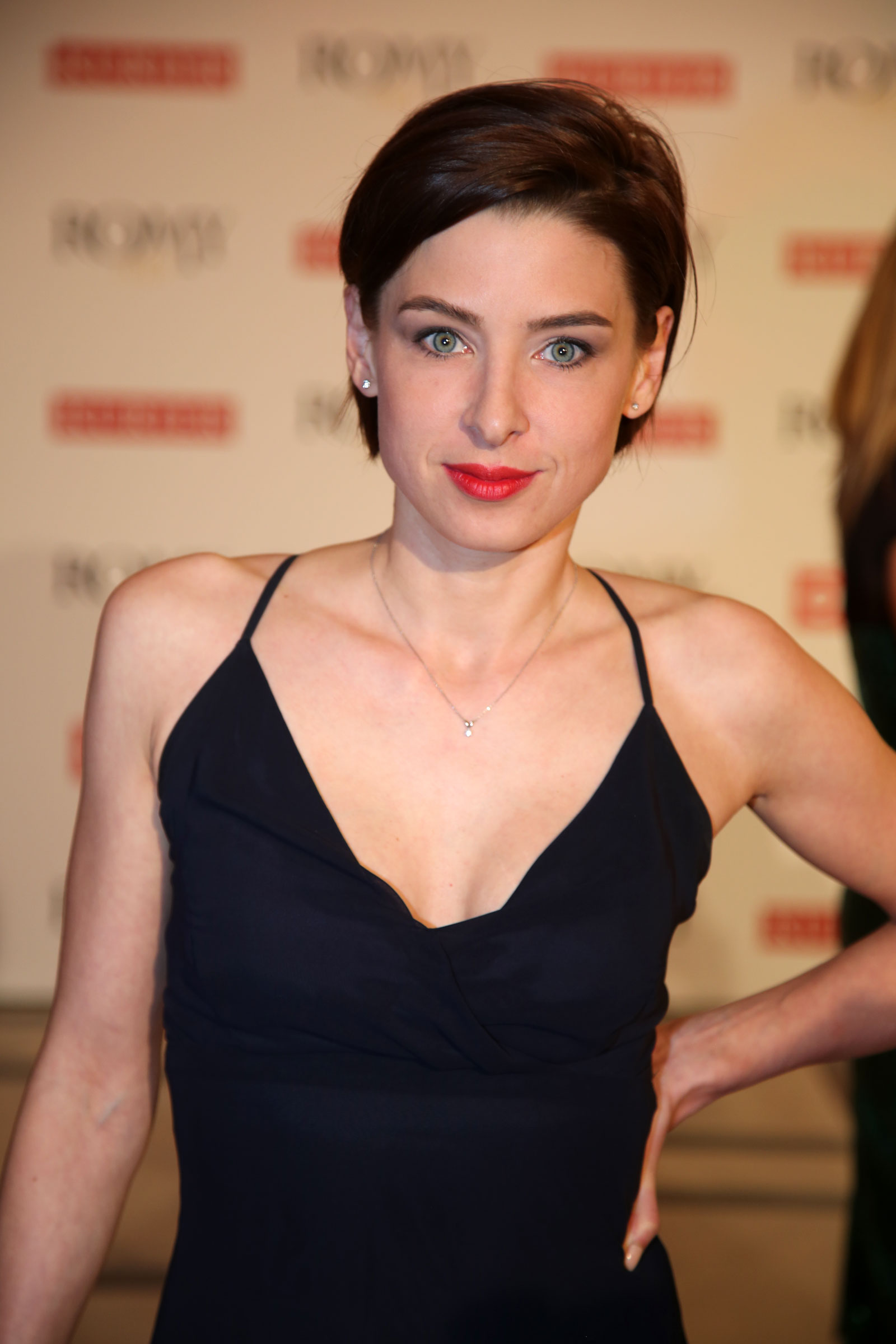
Martina Ebm (* 24. Februar)

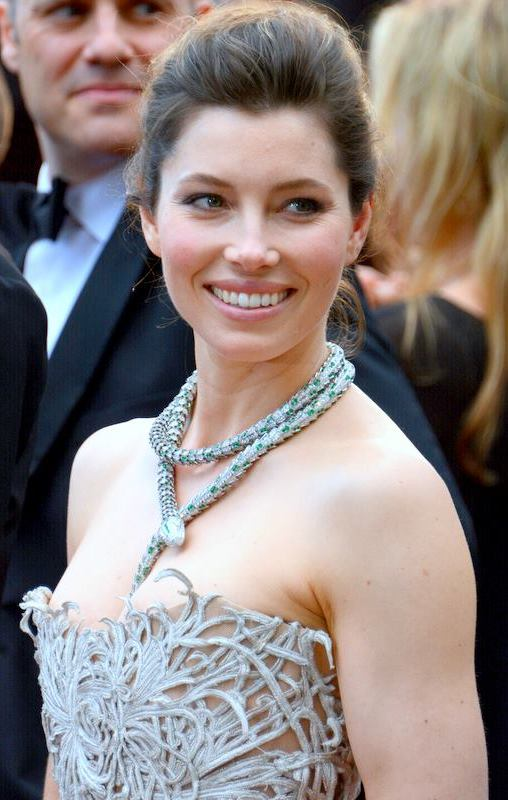
Jessica Biel (* 3. März)

- 04. Januar: Marrese Crump, US-amerikanischer Schauspieler
- 6. Januar: Eddie Redmayne, britischer Schauspieler
- 08. Januar: Gaby Hoffmann, US-amerikanische Schauspielerin
- 09. Januar: Henriette Richter-Röhl, deutsche Schauspielerin
- 15. Januar: Kim Riedle, deutsche Schauspielerin
- 16. Januar: Birgitte Hjort Sørensen, dänische Schauspielerin
- 17. Januar: David Blue, US-amerikanischer Schauspieler
- 25. Januar: Shawna Waldron, US-amerikanische Schauspielerin

Februar
- 03. Februar: Bridget Regan, US-amerikanische Schauspielerin
- 06. Februar: Alice Eve, britische Schauspielerin
- 08. Februar: Liam McIntyre, australischer Schauspieler
- 10. Februar: Tom Schilling, deutscher Schauspieler
- 11. Februar: Natalie Dormer, britische Schauspielerin
- 17. Februar: Brooke D’Orsay, kanadische Schauspielerin
- 23. Februar: Adam Hann-Byrd, US-amerikanischer Schauspieler
- 24. Februar: Martina Ebm, österreichische Schauspielerin
- 24. Februar: Nadine Zaddam, deutsche Schauspielerin und Synchronsprecherin
- 28. Februar: Axel Stein, deutscher Schauspieler

März
- 03. März: Jessica Biel, US-amerikanische Schauspielerin
- 11. März: Thora Birch, US-amerikanische Schauspielerin
- 11. März: Lindsey McKeon, US-amerikanische Schauspielerin
- 12. März: Samm Levine, US-amerikanischer Schauspieler
- 18. März: Tatjana Arntgolz, russische Schauspielerin
- 22. März: Morteza Tavakoli, österreichischer Schauspieler
- 25. März: Sean Faris, US-amerikanischer Schauspieler
- 30. März: Jason Dohring, US-amerikanischer Schauspieler

### April bis Juni
April

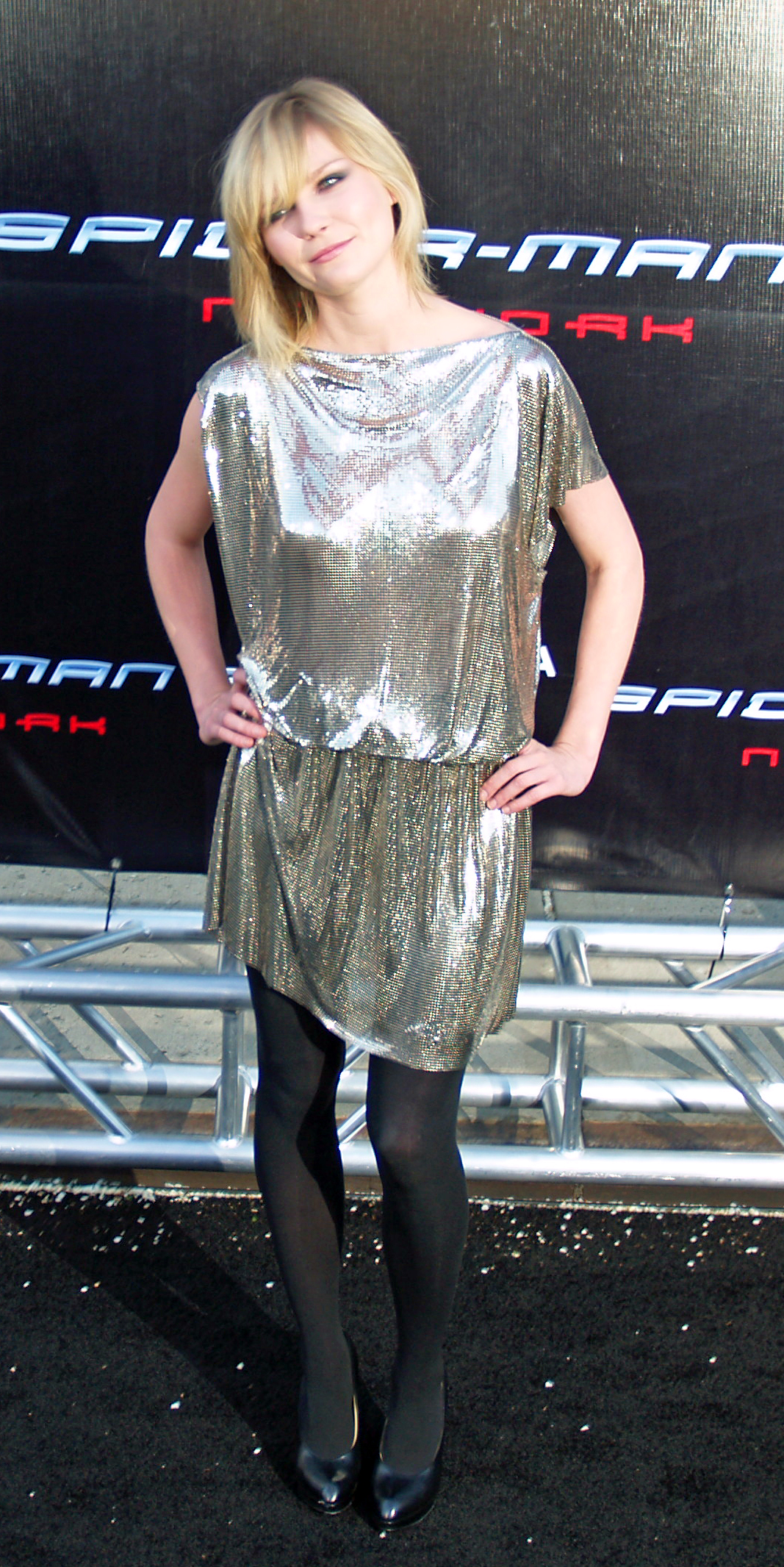
Kirsten Dunst (* 30. April)

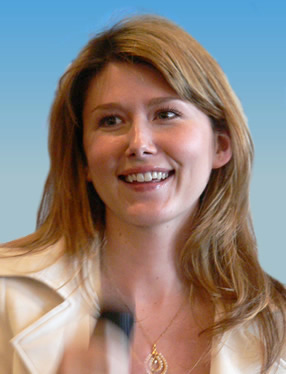
Jewel Staite (* 2. Juni)

- 01. April: Sam Huntington, US-amerikanischer Schauspieler
- 03. April: Sofia Boutella, algerische Tänzerin und Schauspielerin
- 03. April: Cobie Smulders, kanadische Schauspielerin
- 05. April: Hayley Atwell, britische Schauspielerin
- 06. April: Bret Harrison, US-amerikanischer Schauspieler
- 06. April: Alwara Höfels, deutsche Schauspielerin
- 10. April: Chyler Leigh, US-amerikanische Schauspielerin
- 13. April: Giulia Steigerwalt, US-amerikanische Schauspielerin
- 15. April: Seth Rogen, kanadischer Schauspieler
- 18. April: Kristina Sisco, US-amerikanische Schauspielerin
- 22. April: Cassidy Freeman, US-amerikanische Schauspielerin und Musikerin
- 28. April: Shandra Schadt, deutsche Schauspielerin und Synchronsprecherin
- 30. April: Kirsten Dunst, US-amerikanische Schauspielerin

Mai
- 11. Mai: Jonathan Jackson, US-amerikanischer Schauspieler
- 14. Mai: Rachel Roth, US-amerikanische Schauspielerin
- 15. Mai: Alexandra Breckenridge, US-amerikanische Schauspielerin
- 16. Mai: Billy Crawford, philippinischer Schauspieler
- 16. Mai: Ali İl, türkischer Schauspieler
- 16. Mai: Tiya Sircar, US-amerikanische Schauspielerin
- 28. Mai: Alexa Davalos, französische Schauspielerin
- 29. Mai: Elyas M’Barek, österreichischer Schauspieler
- 31. Mai: Jonathan Tucker, US-amerikanischer Schauspieler

Juni
- 02. Juni: Jewel Staite, kanadische Schauspielerin
- 04. Juni: Jamie Dornan, irischer Schauspieler, Fotomodell und Musiker
- 21. Juni: Alex Anasuya, deutsche Schauspielerin
- 22. Juni: Mati Diop, französische Regisseurin, Drehbuchautorin, Kamerafrau und Schauspielerin
- 30. Juni: Lizzy Caplan, US-amerikanische Schauspielerin

### Juli bis September
Juli

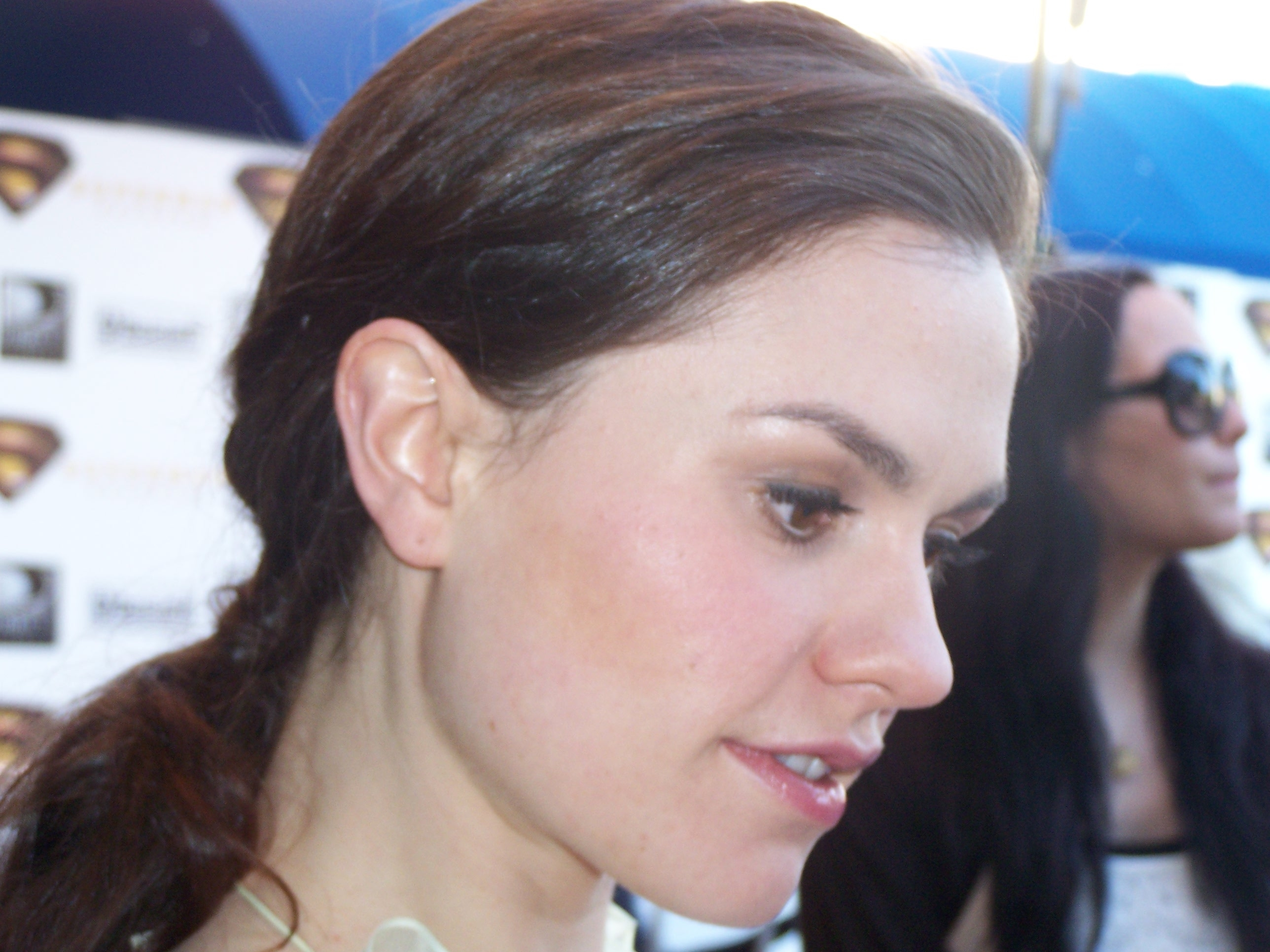
Anna Paquin (* 24. Juli)

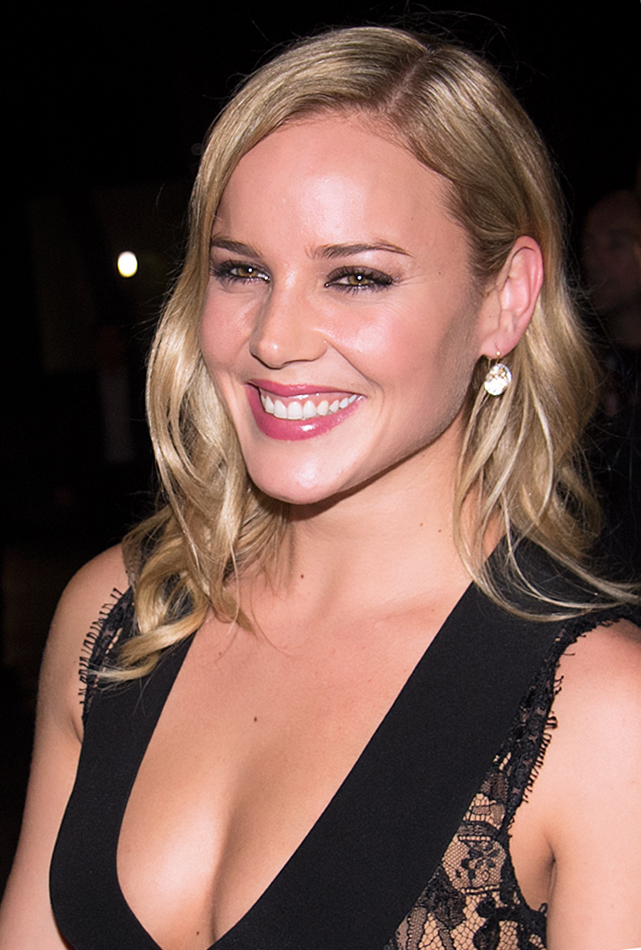
Abbie Cornish (* 7. August)

- 01. Juli: Hilarie Burton, US-amerikanische Schauspielerin
- 01. Juli: Romola Garai, britische Schauspielerin
- 02. Juli: Michael Koch, schweizerischer Schauspieler
- 08. Juli: Sophia Bush, US-amerikanische Schauspielerin
- 08. Juli: Schuyler Fisk, US-amerikanische Schauspielerin
- 19. Juli: Jared Padalecki, US-amerikanischer Schauspieler
- 21. Juli: Katrin Bauerfeind, deutsche Journalistin, Moderatorin, Filmschauspielerin und Buchautorin
- 22. Juli: Julia Högberg, schwedische Schauspielerin
- 23. Juli: Tom Mison, britischer Schauspieler
- 23. Juli: Paul Wasilewski, US-amerikanischer Schauspieler
- 23. Juli: Paul Wesley, US-amerikanischer Filmschauspieler
- 24. Juli: Anna Paquin, kanadisch-neuseeländische Schauspielerin
- 25. Juli: Brad Renfro, US-amerikanischer Schauspieler († 2008)
- 29. Juli: Allison Mack, US-amerikanische Schauspielerin
- 30. Juli: Yvonne Strahovski, australische Schauspielerin

August
- 03. August: Robert Stadlober, österreichischer Schauspieler
- 07. August: Abbie Cornish, australische Schauspielerin
- 10. August: Devon Aoki, US-amerikanische Schauspielerin
- 16. August: Cam Gigandet, US-amerikanischer Schauspieler
- 19. August: Erika Christensen, US-amerikanische Schauspielerin
- 20. August: Meghan Ory, kanadische Schauspielerin
- 29. August: Marina Alexandrowa, russische Schauspielerin

September
- 01. September: Zoe Lister-Jones, US-amerikanische Schauspielerin
- 14. September: Kristen Renton, US-amerikanische Schauspielerin
- 19. September: Columbus Short, US-amerikanischer Schauspieler
- 20. September: Gülcan Kamps, deutsche Moderatorin und Schauspielerin
- 30. September: Lacey Chabert, US-amerikanische Schauspielerin
- 30. September: Kieran Culkin, US-amerikanischer Schauspieler
- 30. September: Pihla Viitala, finnische Schauspielerin

### Oktober bis Dezember
Oktober

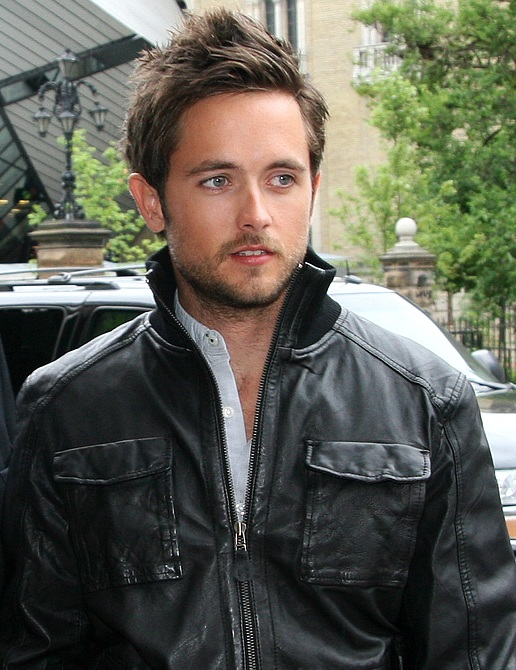
Justin Chatwin (* 31. Oktober)

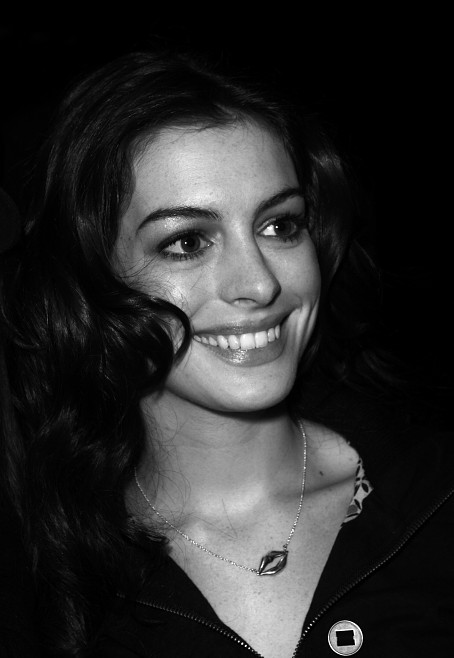
Anne Hathaway (* 12. November)

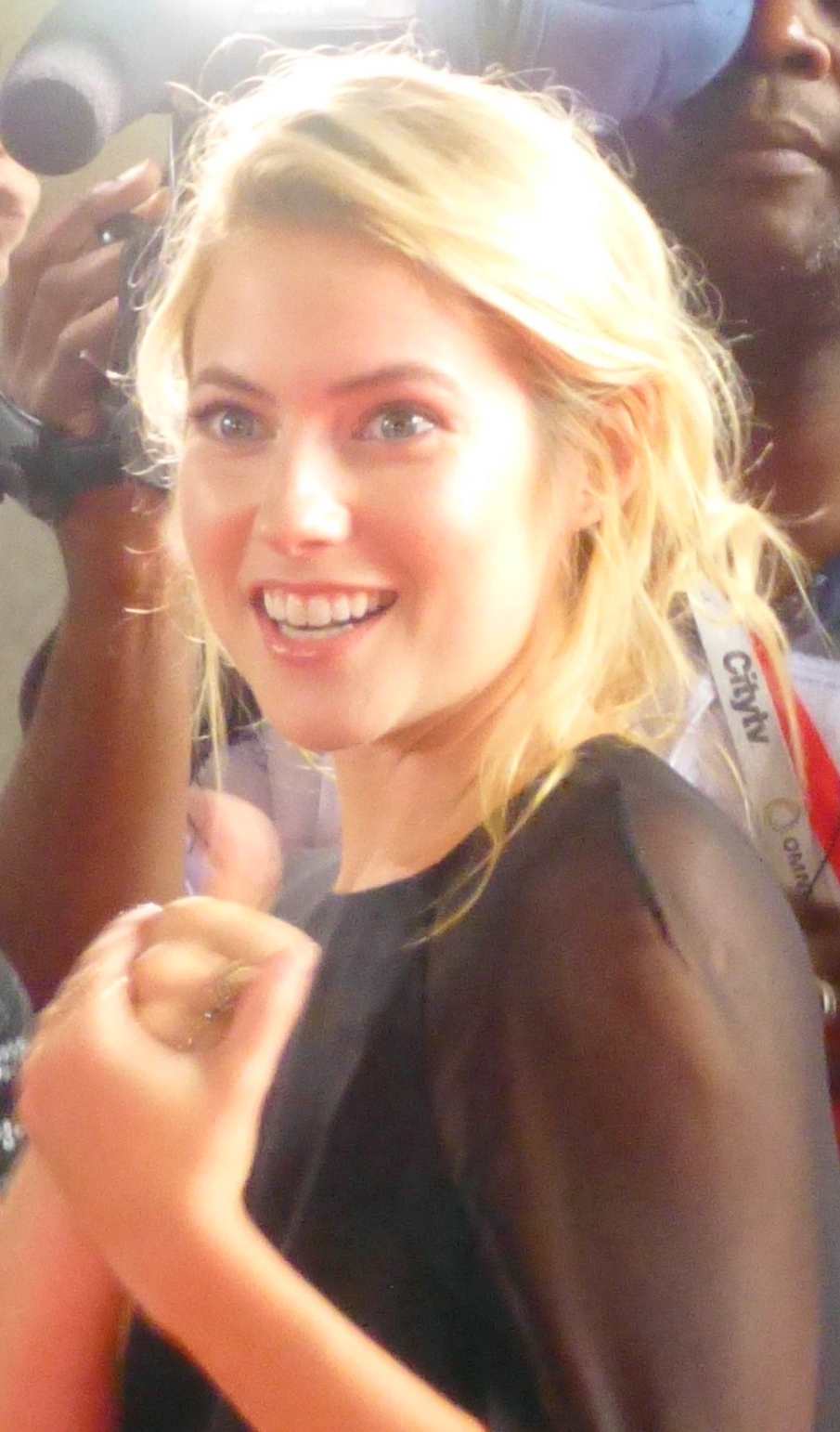
Laura Ramsey (* 14. November)

- 01. Oktober: Olga Fonda, russische Schauspielerin und Model
- 03. Oktober: Erik von Detten, US-amerikanischer Schauspieler
- 06. Oktober: Marie Burchard, deutsche Schauspielerin
- 19. Oktober: Gillian Jacobs, US-amerikanische Schauspielerin und Regisseurin
- 19. Oktober: Max Simonischek, Schweizer Schauspieler
- 23. Oktober: Sarah Laine, US-amerikanische Schauspielerin
- 23. Oktober: Bradley Pierce, US-amerikanischer Schauspieler
- 27. Oktober: Patrick Fugit, US-amerikanischer Schauspieler
- 30. Oktober: Jessica Campbell, US-amerikanische Schauspielerin
- 31. Oktober: Justin Chatwin, kanadischer Schauspieler

November
- 04. November: Travis Van Winkle, US-amerikanischer Schauspieler
- 05. November: Jeremy Lelliott, US-amerikanischer Schauspieler
- 10. November: Heather Matarazzo, US-amerikanische Schauspielerin
- 12. November: Anne Hathaway, US-amerikanische Schauspielerin
- 12. November: Heather Lauren Olson, US-amerikanische Schauspielerin
- 14. November: Laura Ramsey, US-amerikanische Schauspielerin
- 20. November: Margo Stilley, US-amerikanische Schauspielerin
- 22. November: Isild Le Besco, französische Schauspielerin
- 29. November: Lucas Black, US-amerikanischer Schauspieler
- 30. November: Elisha Cuthbert, kanadische Schauspielerin

Dezember
- 15. Dezember: George O. Gore II, US-amerikanischer Schauspieler
- 16. Dezember: Justin Mentell, US-amerikanischer Schauspieler
- 21. Dezember: Charlie Cox, britischer Schauspieler
- 22. Dezember: Brooke Nevin, kanadische Schauspielerin
- 24. Dezember: Robert Schwartzman, US-amerikanischer Schauspieler
- 28. Dezember: Beau Garrett, US-amerikanische Schauspielerin
- 30. Dezember: Kristin Kreuk, kanadische Schauspielerin
- 31. Dezember: Angélico Vieira, portugiesischer Sänger und Schauspieler

## Verstorbene

### Januar bis März
Januar
- 01. Januar: Victor Buono, US-amerikanischer Schauspieler (* 1938)
- 01. Januar: Estella Blain, französische Schauspielerin (* 1930)
- 05. Januar: Hans Conried, US-amerikanischer Synchronsprecher sowie Film-, Fernseh- und Bühnenschauspieler (* 1917)
- 08. Januar: Grégoire Aslan, armenischer Schauspieler (* 1908)
- 10. Januar: Paul Lynde, US-amerikanischer Schauspieler (* 1926)
- 13. Januar: Marcel Camus, französischer Regisseur (* 1912)
- 15. Januar: James Kenney britischer Schauspieler (* 1930)
- 30. Januar: Hans Hermann Schaufuß, deutscher Schauspieler (* 1893)

Februar
- 05. Februar: Dolores Moran, US-amerikanische Schauspielerin (* 1924)
- 11. Februar: Eleanor Powell, US-amerikanische Tänzerin, Sängerin und Schauspielerin (* 1912)
- 11. Februar: Takashi Shimura, japanischer Schauspieler (* 1905)
- 17. Februar: Lee Strasberg, US-amerikanischer Schauspieler und Schauspielerlehrer (* 1901)
- 24. Februar: Virginia Bruce, US-amerikanische Schauspielerin (* 1910)
- 26. Februar: Teinosuke Kinugasa, japanischer Regisseur (* 1896)

März
- 05. März: John Belushi, US-amerikanischer Sänger und Filmschauspieler (* 1949)
- 07. März: Konrad Wolf, deutscher Regisseur (* 1925)
- 08. März: Walter Plunkett, US-amerikanischer Kostümdesigner (* 1902)
- 22. März: Nicolas Farkas, ungarischer Kameramann (* 1890)

### April bis Juni
April

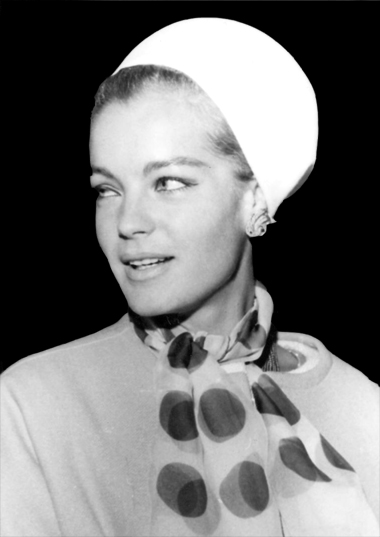
Romy Schneider (1938–1982)

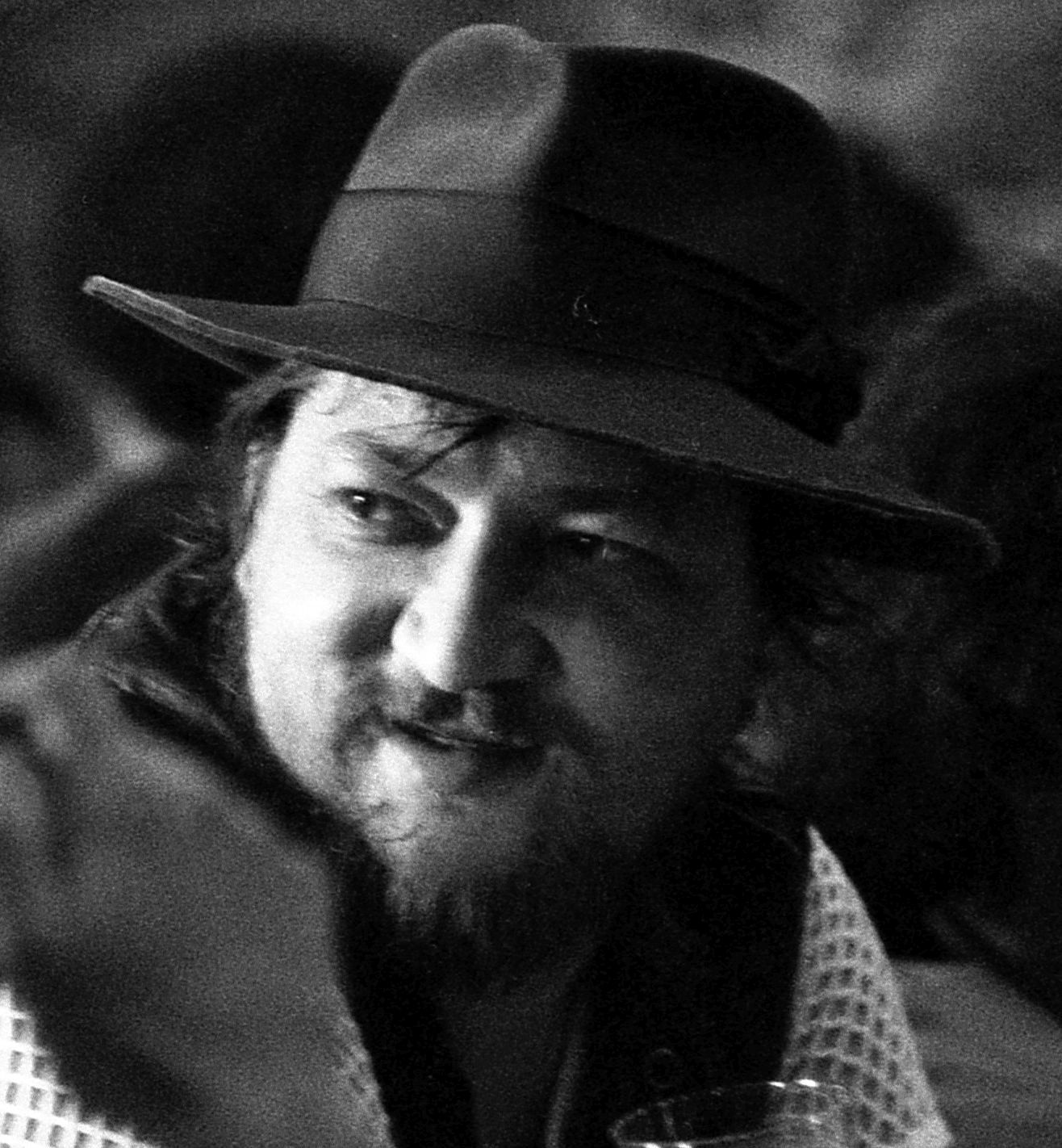
Rainer Werner Fassbinder (1945–1982)

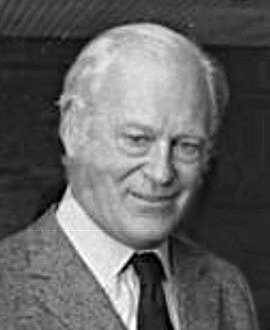
Curd Jürgens (1915–1982)

- 03. April: Warren Oates, US-amerikanischer Schauspieler (* 1928)
- 07. April: Manfred Schott, deutscher Schauspieler und Synchronsprecher (* 1936)
- 14. April: Carl L. Kirmse, deutscher Filmarchitekt (* 1888)
- 15. April: Arthur Lowe, britischer Schauspieler (* 1915)
- 25. April: William Riley Burnett, US-amerikanischer Drehbuchautor (* 1899)
- 26. April: Celia Johnson, britische Schauspielerin (* 1908)
- 27. April: Gordon Dines, britischer Kameramann (* 1911)
- 27. April: Tom Tully, US-amerikanischer Schauspieler (* 1908)
- 29. April: Raymond Bussières, französischer Schauspieler (* 1907)

Mai
- 01. Mai: Margaret Sheridan, US-amerikanische Schauspielerin (* 1926)
- 02. Mai: Helmut Dantine, US-amerikanischer Schauspieler (* 1917)
- 02. Mai: Hugh Marlowe, US-amerikanischer Schauspieler (* 1911)
- 05. Mai: Irmgard Keun, deutsche Schriftstellerin und Schauspielerin (* 1910)
- 16. Mai: Sid Hickox, US-amerikanischer Kameramann (* 1895)
- 25. Mai: Hermine Sterler, deutsche Schauspielerin (* 1894)
- 29. Mai: Romy Schneider, deutsch-französische Schauspielerin (* 1938)

Juni
- 04. Juni: Viktor Staal, österreichischer Schauspieler (* 1909)
- 05. Juni: Olle Hellbom, schwedischer Regisseur (* 1925)
- 10. Juni: Rainer Werner Fassbinder, deutscher Regisseur, Produzent und Bühnenautor (* 1945)
- 18. Juni: Curd Jürgens, deutscher Schauspieler (* 1915)
- 29. Juni: Michael Brennan, britischer Schauspieler (* 1912)
- 29. Juni: Henry King, US-amerikanischer Regisseur (* 1886)

### Juli bis September
Juli

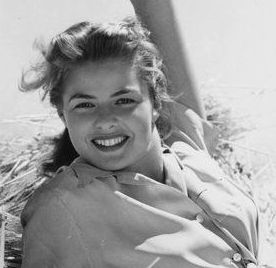
Ingrid Bergman (1915–1982)

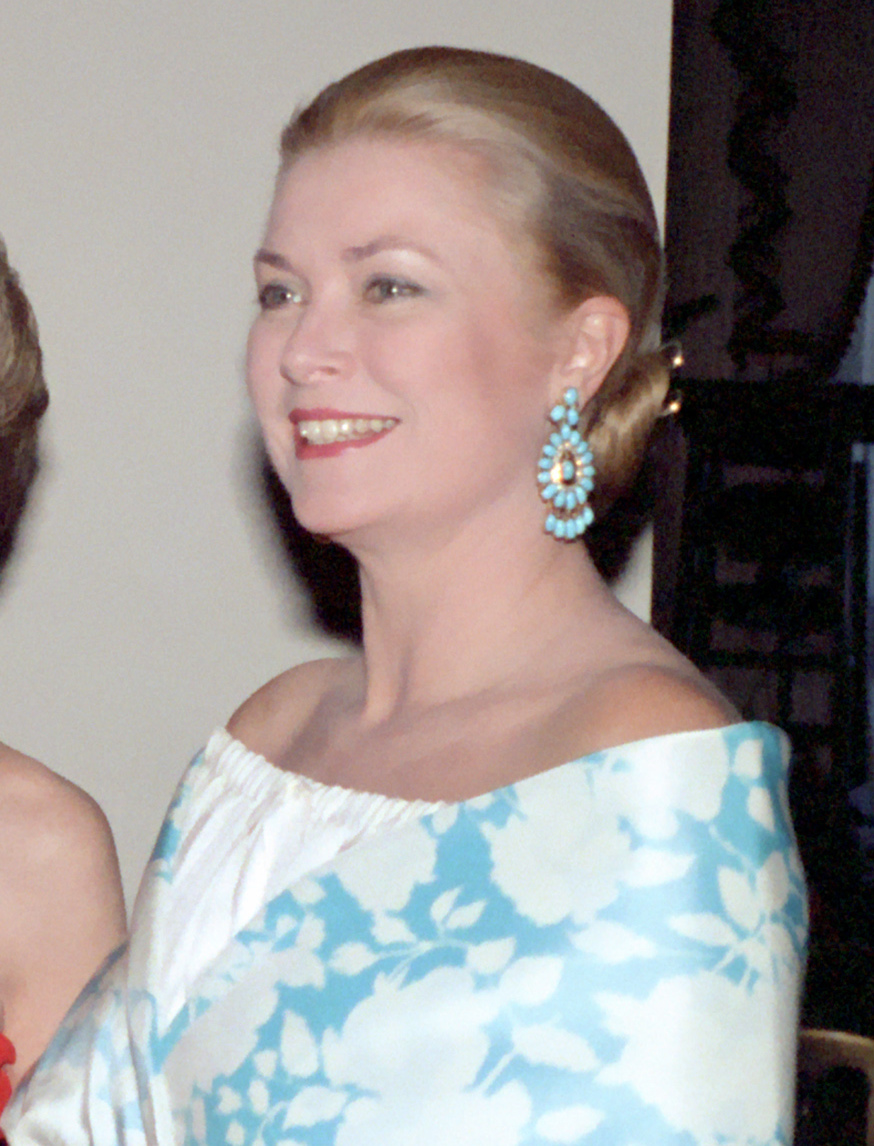
Grace Kelly (1929–1982)

- 06. Juli: Alma Reville, britische Filmeditorin und Drehbuchautorin (* 1899)
- 07. Juli: Hermann Thimig, österreichischer Schauspieler (* 1890)
- 08. Juli: Isa Miranda, italienische Schauspielerin (* 1905)
- 12. Juli: Kenneth More, britischer Schauspieler (* 1914)
- 13. Juli: John Alexander, US-amerikanischer Schauspieler (* 1897)
- 16. Juli: Patrick Dewaere, französischer Schauspieler (* 1947)
- 23. Juli: Vic Morrow, US-amerikanischer Schauspieler (* 1929)
- 24. Juli: Jean Girault, französischer Schauspieler (* 1924)
- 28. Juli: Else von Moellendorff, deutsche Schauspielerin (* 1916)
- 29. Juli: Harold Sakata, US-amerikanischer Schauspieler (* 1920)

August
- 02. August: Cathleen Nesbitt, britische Schauspielerin (* 1888)
- 05. August: Dieter Borsche, deutscher Theater- und Schauspieler (* 1909)
- 10. August: William Henry, US-amerikanischer Schauspieler (* 1914)
- 10. August: José Nieto, spanischer Schauspieler (* 1903)
- 12. August: Henry Fonda, US-amerikanischer Schauspieler (* 1905)
- 13. August: Charles Walters, US-amerikanischer Regisseur (* 1911)
- 14. August: Patrick Magee, britischer Schauspieler (* 1922)
- 18. August: Beverly Bayne, US-amerikanische Schauspielerin (* 1894)
- 20. August: Ulla Jacobsson, schwedische Schauspielerin (* 1929)
- 23. August: Alberto Cavalcanti, brasilianischer Regisseur (* 1897)
- 29. August: Ingrid Bergman, schwedische Schauspielerin (* 1915)

September
- 14. September: Grace Kelly, US-amerikanische Schauspielerin (* 1929)
- 17. September: Hermann Basler, deutscher Schauspieler, Produzent und Drehbuchautor (* 1896)
- 30. September: Valter Taub, tschechischer Schauspieler (* 1907)

### Oktober bis Dezember
Oktober

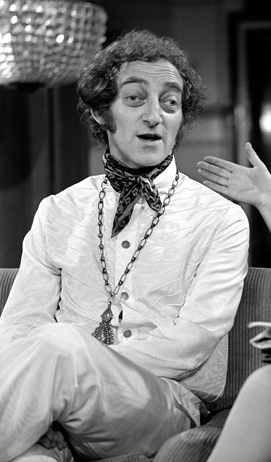
Marty Feldman (1934–1982)

- 05. Oktober: François Simon, schweizerischer Schauspieler (* 1917)
- 09. Oktober: Fernando Lamas, argentinischer Schauspieler (* 1916)
- 10. Oktober: Sabine Peters, deutsche Schauspielerin (* 1912)
- 11. Oktober: John Brahm, deutscher Regisseur (* 1893)
- 15. Oktober: Arnaldo Genoino, italienischer Regisseur (* 1909)

November
- 01. November: James Broderick, US-amerikanischer Schauspieler (* 1927)
- 01. November: King Vidor, US-amerikanischer Regisseur (* 1894)
- 04. November: Dominique Dunne, US-amerikanische Schauspielerin (* 1959)
- 04. November: Jacques Tati, französischer Schauspieler (Komiker) und Regisseur (* 1908)
- 08. November: Marco de Gastyne, französischer Regisseur, Drehbuchautor und Szenenbildner (* 1889)
- 10. November: Elio Petri, italienischer Regisseur (* 1929)
- 18. November: Don Dillaway, US-amerikanischer Schauspieler (* 1903)
- 21. November: Lee Patrick, US-amerikanische Schauspielerin (* 1901)
- 23. November: Ludwig Cremer, deutscher Schauspieler und Regisseur (* 1909)
- 26. November: Robert Coote, britischer Schauspieler (* 1909)
- 30. November: Verna Fields, US-amerikanische Filmeditorin (* 1918)

Dezember
- 02. Dezember: Marty Feldman, britischer Schauspieler (* 1934)
- 07. Dezember: Will Lee, US-amerikanischer Schauspieler (* 1908)
- 10. Dezember: Roy Webb, US-amerikanischer Komponist (* 1888)
- 18. Dezember: Wu Yonggang, chinesischer Regisseur und Drehbuchautor (* 1907)
- 23. Dezember: Jack Webb, US-amerikanischer Schauspieler und Regisseur (* 1920)

## Tag unbekannt
- Piero Ghione, italienischer Produzent (* 1911)